# توماس اوژن اورهارت
 توماس اوژن اورهارت (انگلیسی: Thomas Eugene Everhart؛ زاده ۱۹۳۲) یک فیزیک‌دان است.